# 雷蒙·良·柏克
雷蒙·良·柏克（英語：Raymond Leo Burke；1948年6月30日—）是美國籍天主教執事級樞機及現任耶路撒冷、羅得島和馬爾他聖若望主權軍事醫院騎士團總監。

## 生平

### 早年生活
柏克於1948年6月30日在美國威斯康辛州里奇蘭郡里奇蘭中心出生。他的曾祖父是從愛爾蘭蒂珀雷裡郡移民來美國。出生後家庭搬到威斯康星州斯特拉特福。1962年至1968年間，他就讀於威斯康星州拉克羅斯的聖十字學院。
1968年至1971年間，他就讀於華盛頓特區的美國天主教大學，並在1970年獲得了文學學士學位和1971年獲得文學碩士學位。他於1971年至1975年間，在羅馬宗座額我略大學完成神學學士學位和文學碩士學位課程。

### 晉鐸
柏克的聖秩聖事紀錄非常的特別；他的晉鐸禮及晉牧禮皆為教宗主持，分別由教宗保祿六世及教宗若望·保祿二世進行。保祿六世於1975年6月29日在聖伯多祿大殿將他晉鐸。晉鐸後返回拉克羅斯教區繼續牧民負責。他於1980年再在羅馬宗座額我略大學學習，1982年完成教會法課程。大學於1984年向他頒授教會法博士學位。

### 晉牧
若望·保祿二世於1995年1月6日將他晉牧，並將他任命為拉克羅斯教區正權主教。他於2004年至2008年間擔任聖路易斯總教區總主教。出任梵蒂岡最高法院院長。柏克還是美國天主教大學的董事會成員。

### 冊封為樞機
教宗本篤十六世於2010年11月20日將他擢升為執事級樞機，領哥德的聖亞加大執事區執事銜。他曾參與2013年教宗選舉秘密會議，當時選出的是教宗方濟各。
方濟各於2014年11月8日將他委任為耶路撒冷、羅得島和馬爾他聖若望主權軍事醫院騎士團總監，而梵蒂岡最高法院院長則由道明·方濟各·若瑟·曼玻第樞機出任。
2023年11月，教宗方济各解除对他在梵蒂冈住宿的补贴并停发他的工资。

## 牧徽

雷蒙·良·柏克樞機牧徽